# 나가사정
나가사정(長狭町)은 지바현 아와군에 일찍이 존재했던 촌이다. 현재의 기미쓰시는 남부에 위치해 있다.
광역 지명이며 가모가와 시립 나가사 초등학교, 중학교 등에 이름을 남기지만 치바 현립 나가사 고등학교는 구 나가사 군의 거점인 가모가와 시 중심부(구 가모가와 정)에 소재한다.

## 연혁
- 1955년 3월 31일 - 3촌을 합병해 신설하였다.
- 1971년 3월 31일 - 가모가와정, 에미정과 합병해, 가모가와시를 신설하여. 같은 날 나가사정은 폐지하였다.

## 교통

### 도로
- 나가사 가도